# Epibryon
Epibryon Döbbeler – rodzaj grzybów z rodziny Pseudoperisporiaceae.

## Systematyka i nazewnictwo
Pozycja w klasyfikacji według Index Fungorum: Pseudoperisporiaceae, Incertae sedis, Incertae sedis, Dothideomycetes, Pezizomycotina, Ascomycota, Fungi.

## Niektóre gatunki
- Epibryon andinum Döbbeler 2006
- Epibryon arachnoideum Döbbeler 1978
- Epibryon bryophilum (Fuckel) Döbbeler 1978
- Epibryon hepaticicola (Racov.) Döbbeler 1978
- Epibryon parvipunctum (Stein) Diederich 1999 – tzw. sferulina szara
- Epibryon polyphagum Döbbeler 1978
- Epibryon tripartitum Döbbeler 1982

Nazwy naukowe na podstawie Index Fungorum. Nazwy polskie według W. Fałtynowicza.